# Meistriliiga 2001
Die Meistriliiga 2001 war die elfte Spielzeit der höchsten estnischen Fußball-Spielklasse der Herren. Gespielt wurde regulär vom 31. März bis zum 4. November 2001, die beiden Relegationsspiele am 12. und 17. November 2001.

## Saison
Der FC Flora Tallinn konnte am Saisonende seine fünfte Meisterschaft in der Vereinsgeschichte perfekt machen. Als amtierender estnischer Meister scheiterte Flora in der folgenden Champions-League-Saison 2002/03 an APOEL Nikosia. Der FC Lootus Kohtla-Järve ging am Ende der Saison in die Relegation, gegen den FC Valga und konnte diese für sich entscheiden. Der Tabellenletzte FC Kuressaare musste in die zweitklassige Esiliiga absteigen.

## Vereine
| Verein                 | Stadt        | Stadion                  | Kapazität |
| ---------------------- | ------------ | ------------------------ | --------- |
| FC TVMK Tallinn        | Tallinn      | Kalevi Keskstaadion      | 12.0000   |
| FC Flora Tallinn       | Tallinn      | A. Le Coq Arena          | 9.692     |
| FC Levadia Maardu      | Maardu       | Kadrioru staadion        | 5.000     |
| Tulevik Viljandi       | Viljandi     | Viljandi Linnastaadion   | 2.000     |
| FC Lootus Kohtla-Järve | Kohtla-Järve | Sportikeskuse Stadion    | 2.200     |
| FC Levadia Tallinn     | Tallinn      | Viimsi Stadion           | 2.000     |
| JK Trans Narva         | Narva        | Kreenholmi staadion      | 2.000     |
| FC Kuressaare          | Kuressaare   | Kuressaare linnastaadion | 2.000     |

## Abschlusstabelle
| Pl. | Verein                 | Sp. | S  | U | N  | Tore    | Diff. | Punkte |
| --- | ---------------------- | --- | -- | - | -- | ------- | ----- | ------ |
| 1.  | FC Flora Tallinn       | 28  | 21 | 5 | 2  | 062:180 | +44   | 68     |
| 2.  | FC TVMK Tallinn        | 28  | 16 | 8 | 4  | 077:300 | +47   | 56     |
| 3.  | FC Levadia Maardu (M)  | 28  | 16 | 7 | 5  | 072:350 | +37   | 55     |
| 4.  | JK Trans Narva (P)     | 28  | 16 | 3 | 9  | 079:350 | +44   | 51     |
| 5.  | Tulevik Viljandi       | 28  | 11 | 6 | 11 | 041:370 | +4    | 39     |
| 6.  | FC Levadia Tallinn (N) | 28  | 6  | 5 | 17 | 030:780 | −48   | 23     |
| 7.  | FC Lootus Kohtla-Järve | 28  | 4  | 5 | 19 | 021:530 | −32   | 17     |
| 8.  | FC Kuressaare          | 28  | 2  | 1 | 25 | 025:680 | −43   | 07     |

Platzierungskriterien: 1. Punkte – 2. Siege – 3. Tordifferenz – 4. geschossene Tore

| (M) | amtierender Meister     |
| (P) | amtierender Pokalsieger |
| (N) | Neuaufsteiger           |

### Kreuztabelle
| Spieltage 1–14         | FC Flora Tallinn | FC TVMK Tallinn | FC Levadia Maardu | JK Trans Narva | Tulevik Viljandi | FC Levadia Tallinn | FC Lootus Kohtla-Järve | FC Kuressaare |
| ---------------------- | ---------------- | --------------- | ----------------- | -------------- | ---------------- | ------------------ | ---------------------- | ------------- |
| FC Flora Tallinn       |                  | 1:1             | 3:2               | 3:2            | 2:1              | 3:1                | 4:0                    | 3:1           |
| FC TVMK Tallinn        | 1:1              |                 | 1:1               | 1:3            | 1:1              | 7:2                | 2:0                    | 5:1           |
| FC Levadia Maardu      | 1:2              | 3:0             |                   | 3:0            | 4:1              | 6:2                | 3:3                    | 2:1           |
| JK Trans Narva         | 3:1              | 1:3             | 3:4               |                | 4:0              | 4:0                | 5:0                    | 5:0           |
| Tulevik Viljandi       | 0:2              | 1:4             | 0:0               | 3:2            |                  | 1:1                | 3:0                    | 1:2           |
| FC Levadia Tallinn     | 1:2              | 0:1             | 1:4               | 0:0            | 0:5              |                    | 1:0                    | 2:1           |
| FC Lootus Kohtla-Järve | 1:1              | 0:2             | 1:1               | 0:1            | 0:0              | 2:0                |                        | 1:0           |
| FC Kuressaare          | 0:3              | 1:6             | 1:3               | 1:5            | 0:1              | 1:2                | 3:1                    |               |

| Spieltage 15–28        | FC Flora Tallinn | FC TVMK Tallinn | FC Levadia Maardu | JK Trans Narva | Tulevik Viljandi | FC Levadia Tallinn | FC Lootus Kohtla-Järve | FC Kuressaare |
| ---------------------- | ---------------- | --------------- | ----------------- | -------------- | ---------------- | ------------------ | ---------------------- | ------------- |
| FC Flora Tallinn       |                  | 0:0             | 2:0               | 2:1            | 2:0              | 4:0                | 1:0                    | 4:0           |
| FC TVMK Tallinn        | 1:0              |                 | 2:2               | 1:0            | 1:1              | 4:0                | 4:0                    | 12:0          |
| FC Levadia Maardu      | 0:1              | 1:1             |                   | 3:3            | 2:0              | 6:2                | 5:0                    | 4:1           |
| JK Trans Narva         | 0:0              | 6:3             | 1:2               |                | 2:0              | 5:2                | 1:0                    | 3:0           |
| Tulevik Viljandi       | 1:2              | 1:0             | 1:2               | 3:1            |                  | 4:1                | 4:0                    | 4:0           |
| FC Levadia Tallinn     | 0:5              | 1:4             | 2:0               | 0:5            | 1:1              |                    | 3:0                    | 0:0           |
| FC Lootus Kohtla-Järve | 0:3              | 0:2             | 0:1               | 0:1            | 0:1              | 1:1                |                        | 5:0           |
| FC Kuressaare          | 0:5              | 1:7             | 0:7               | 0:12           | 1:2              | 2:4                | 0:5                    |               |

## Relegation
| Datum             |                        | Ergebnis  |                        | Tore                                                 |
| ----------------- | ---------------------- | --------- | ---------------------- | ---------------------------------------------------- |
| 12. November 2001 | Lokomotiv Valga        | 2:1 (2:0) | FC Lootus Kohtla-Järve | 1:0 Jääger (14.), 2:0 Kask (18.), 2:1 Golitsõn (64.) |
| 17. November 2001 | FC Lootus Kohtla-Järve | 1:0 (0:0) | Lokomotiv Valga        | 1:0 Abornev (78.)                                    |
| Gesamt:           | Lokomotiv Valga        | (a)2:2(a) | FC Lootus Kohtla-Järve |                                                      |

- Lootus Kohtla-Järve bleibt aufgrund der Auswärtstorregel in der Meistriliiga.

## Torschützenliste
| Pl. | Spieler            | Verein              | Tore |
| --- | ------------------ | ------------------- | ---- |
| 1   | Maksim Gruznov     | JK Trans Narva      | 37   |
| 2   | Andrei Krõlov      | FC TVMK Tallinn     | 23   |
| 3   | Toomas Krõm        | FC Levadia Maardu   | 20   |
| 4   | Dmitri Ustritski   | JK Tulevik Viljandi | 16   |
| 5   | Aleksandr Kulik    | FC Flora Tallinn    | 14   |
| 5   | Vladimir Tšelnokov | FC Levadia Maardu   | 14   |